# Verkiezingen voor het Europees Parlement 1994/Kandidatenlijst/GroenLinks
De kandidatenlijst voor de Europese Parlementsverkiezingen 1994 van GroenLinks werd op een partijcongres op 5 februari 1994 door de aanwezige partijleden vastgesteld. Dit zijn de eerste vijf kandidaten. Achter verkozen kandidaten staat een *.

## De lijst
1. Nel van Dijk *
2. Joost Lagendijk (zou in 1998 het Europees Parlement in komen als opvolger van Van Dijk)
3. Hans Schoen
4. Alexander de Roo
5. Renée Broekmeulen